# ATP Challenger de Oeiras
O ATP Challenger de Oeiras – ou Oeiras Open e Oeiras Indoor, atualmente – são torneios de tênis profissional masculinos, de níveis ATP Challenger 125 a ATP Challenger 50.
Realizado em Oeiras, no sudoeste de Portugal, estreou em 2021. Os jogos são disputados em quadras duras cobertas durante o mês de janeiro e de saibro em abril e maio. Nos dois primeiros anos, abrigou três torneios diferentes por temporada, enquanto que, a partir do terceiro ano, foram quatro.

## Finais
Ordenado da edição mais atual a mais antiga. Em anos com mais de uma edição, é colocada a data do dia 1 da chave principal, para diferenciação.

### Simples
| Ano            | Campeão             | Vice-campeão         | Resultado      |
| -------------- | ------------------- | -------------------- | -------------- |
| 2024 (13 mai.) | Jaime Faria         | Elias Ymer           | 3–6, 7–63, 6–4 |
| 2024 (15 abr.) | Francisco Comesaña  | Ugo Blanchet         | 6–4, 3–6, 7–5  |
| 2024 (8 jan.)  | Leandro Riedi       | Martin Damm          | 7–66, 6–2      |
| 2024 (1 jan.)  | Maks Kasnikowski    | Gastão Elias         | 7–61, 4–6, 6–3 |
| 2023 (15 mai.) | Facundo Díaz Acosta | Aleksandar Vukic     | 6–4, 6–3       |
| 2023 (17 abr.) | Zsombor Piros       | Francisco Cerúndolo  | 6–3, 6–4       |
| 2023 (9 jan.)  | Arthur Fils         | Joris De Loore       | 6–1, 7–64      |
| 2023 (2 jan.)  | Joris De Loore      | Filip Cristian Jianu | 6–3, 6–3       |
| 2022 (20 jun.) | Kaichi Uchida       | Kimmer Coppejans     | 6–2, 6–4       |
| 2022 (4 abr.)  | Gastão Elias        | Alessandro Giannessi | 7–64, 6–1      |
| 2022 (28 mar.) | Gastão Elias        | Nino Serdarušić      | 6–3, 6–4       |
| 2021 (24 mai.) | Gastão Elias        | Holger Rune          | 5–7, 6–4, 6–4  |
| 2021 (17 mai.) | Carlos Alcaraz      | Facundo Bagnis       | 6–4, 6–4       |
| 2021 (5 abr.)  | Pedro Cachin        | Nuno Borges          | 7–64, 7–64     |
| 2021 (29 mar.) | Zdeněk Kolář        | Gastão Elias         | 6–4, 7–5       |

### Duplas
| Ano            | Campeões                           | Vice-campeões                           | Resultado         |
| -------------- | ---------------------------------- | --------------------------------------- | ----------------- |
| 2024 (13 mai.) | Anirudh Chandrasekar Arjun Kadhe   | Simon Freund Johannes Ingildsen         | 7–5, 6–4          |
| 2024 (15 abr.) | Filip Bergevi Mick Veldheer        | Sergio Martos Gornés Petro Tsitsipas    | 6–1, 6–4          |
| 2024 (8 jan.)  | Karol Drzewiecki Piotr Matuszewski | Arjun Kadhe Marcus Willis               | 6–3, 6–4          |
| 2024 (1 jan.)  | Jay Clarke Marcus Willis           | Theo Arribage Michael Geerts            | 6–4, 96–7, [10–3] |
| 2023 (15 mai.) | Luke Johnson Sem Verbeek           | Jaime Faria Henrique Rocha              | 66–7, 7–5, [10–6] |
| 2023 (17 abr.) | Victor Vlad Cornea Franko Škugor   | Marcelo Demoliner Andrea Vavassori      | 7–62, 7–64        |
| 2023 (9 jan.)  | Sander Arends David Pel            | Patrik Niklas-Salminen Bart Stevens     | 6–3, 7–63         |
| 2023 (2 jan.)  | Victor Vlad Cornea Petr Nouza      | Jonathan Eysseric Pierre-Hugues Herbert | 6–3, 7–63         |
| 2022 (20 jun.) | Sadio Doumbia Fabien Reboul        | Robert Galloway Alex Lawson             | 6–3, 3–6, [15-13] |
| 2022 (4 abr.)  | Nuno Borges Francisco Cabral       | Zdeněk Kolář Adam Pavlásek              | 6–4, 6–0          |
| 2022 (28 mar.) | Nuno Borges Francisco Cabral       | Sanjar Fayziev Markos Kalovelonis       | 6–3, 6–0          |
| 2021 (24 mai.) | Jesper de Jong Tim van Rijthoven   | Julian Lenz Roberto Quiroz              | 6–1, 7–63         |
| 2021 (17 mai.) | Hunter Reese Sem Verbeek           | Sadio Doumbia Fabien Reboul             | 4–6, 6–4, [10–7]  |
| 2021 (5 abr.)  | Nuno Borges Francisco Cabral       | Pavel Kotov Tseng Chun-hsin             | 6–1, 6–2          |
| 2021 (29 mar.) | Mats Moraing Oscar Otte            | Riccardo Bonadio Denis Yevseyev         | 6–1, 6–4          |